# Tango Bar (film, 2024)
Pour les articles homonymes, voir Tango Bar.
Pour plus de détails, voir Fiche technique et Distribution.
Tango Bar est un film de 2024 du réalisateur vénézuélien Gibelys Coronado, adapté du roman du même nom de Francisco Villarroel, avec une photographie de César Bolívar.
Le film a été présenté en avant-première lors de la cérémonie de clôture du 10ème Festival International du film de Rajasthan le 31 janvier 2024 au Gem Cinema, MI Road, Jaipur, Rajasthan, Inde, où il a remporté le prix du meilleur film,. Le film a été présenté en avant-première dans les salles de cinéma du Venezuela le 7 mars 2024.
Dans sa tournée internationale, le film a participé au 7e édition du Festival international du film de Santander (SANFICI) et à la 28e édition du Festival régional et international du cinéma de Guadeloupe (FEMI).

## Synopsis
Maria, une jeune femme qui voulait devenir mannequin, voyage à l'étranger, croyant qu'elle réalisera son rêve de célébrité internationale, lorsqu'elle arrive dans le pays de destination, elle se rend compte qu'elle a été victime de la traite à des fins d'exploitation sexuelle. Au Tango Bar, le propriétaire du bordel Rubén la maîtrise violemment, mais Maria ne renonce jamais à son désir de retrouver sa liberté.

## Fiche technique
- Titre original : Tango Bar
- Titre international anglophone : Tango Bar
- Réalisation : Gibelys Coronado
- Scénario : Carlos Tabares et Francisco Villarroel
- Musique : Alfonso Martínez
- Photographie : Cesar Bolívar
- Montage : Daniel Carrillo et Carlos Mendoza
- Production : Francisco Villarroel
- Effets spéciaux : Daniel Carrillo
- Société de production : MOB Producciones
- Société de distribution : Gran Cine (Venezuela)
- Pays d'origine :  Venezuela -  Colombie -  Canada
- Langue originale : espagnol
- Genre : film dramatique
- Durée : 100 minutes
- Dates de sortie :
  - Inde : 31 janvier 2024 (Festival international du film du Rajasthan)
  - Colombie : 15 février 2024 (Festival Internacional de Santander)
  - Venezuela : 15 mars 2024
  - France : 18 avril 2024 (Festival régional et international du cinéma de Guadeloupe)

## Distribution
- América Zerpa : María et Malena
- Ramón Roá : Rubén
- Francisco Villarroel : Edmundo
- Jeska Lee Ruiz : Pechugona
- Amneris Treco : Gringa
- Ana Sofía Rodríguez : Cartagena
- Juliana Cuervos : Amapola
- Yeimmy Rodríguez : Azavache
- Henry Soto : Magistrat
- Carlos González : Client